# SA Brain & Company
SA Brain & Company Ltd, plus simplement connu comme Brains, est une brasserie galloise, qui produit de nombreuses bières traditionnelles au cœur de Cardiff (Royaume-Uni).
La brasserie possède quelque 200 pubs à travers les Galles du Sud, les Galles centrales, le West Country et la ville de Cardiff, Brains est fortement liée à l'histoire du pays de Galles, elle en est un des symboles à l'international. La brasserie est devenue récemment le sponsor maillot de l'Équipe du pays de Galles de rugby à XV. Comme la Loi Évin limite fortement le droit de faire de la publicité aux boissons alcoolisées sur les maillots de rugby, quand l'équipe joue en France le mot "Brains" est remplacé par "Brawn", en 2007 cela a été "Brawn Again".

## Bières
- Brains, draft, dark, lager, ale, bitter...